# Andoain
Andoain (en espagnol Andoáin) est une commune du Guipuscoa dans la communauté autonome du Pays basque en Espagne et à 15 km de sa capitale, Saint-Sébastien (Donosti en basque, San Sebastian en espagnol).

Elle est traversée par les rivières Oria et Leitzaran. Cette dernière forme une vallée de grande valeur écologique qui va jusqu'à Leitza en Navarre, la vallée du Leitzaran.

La commune fait partie de l'Eurocité basque Bayonne - San Sebastian.

## Géographie

### Quartiers
Les quartiers d'Andoain sont: Buruntza, Goiburu, Leizotz et Sorabilla qui est un lieu-dit.

## Administration
| 1979 | José Antonio Pérez Gabarain (Euskadiko Ezkerra)     |
| 1983 | Francisco Irigoras (EAJ-PNV)                        |
| 1987 | Carlos Sanz Díez de Ure (Euskadiko Ezkerra)         |
| 1991 | Pilar Collantes (PSE-EE)                            |
| 1995 | José Antonio Pérez Gabarain (PSE-EE)                |
| 1999 | José Antonio Barandiaran Ezama (Euskal Herritarrok) |
| 2003 | José Antonio Pérez Gabarain (PSE-EE)                |
| 2007 | José Antonio Pérez Gabarain (PSE-EE)                |
| 2009 | Estanislao Amutxastegi Arregi (PSE-EE)              |
| 2013 | Ana María Karrere Zabala (Bildu)                    |

## Démographie
| 1900  | 1910  | 1920  | 1930  | 1940  | 1950  | 1960  | 1970   | 1981   | 1991   | 2001   | 2005   |
| ----- | ----- | ----- | ----- | ----- | ----- | ----- | ------ | ------ | ------ | ------ | ------ |
| 2.866 | 2.850 | 3.322 | 3.710 | 3.850 | 4.647 | 7.060 | 11.818 | 16.187 | 15.265 | 14.061 | 13.993 |

## Patrimoine

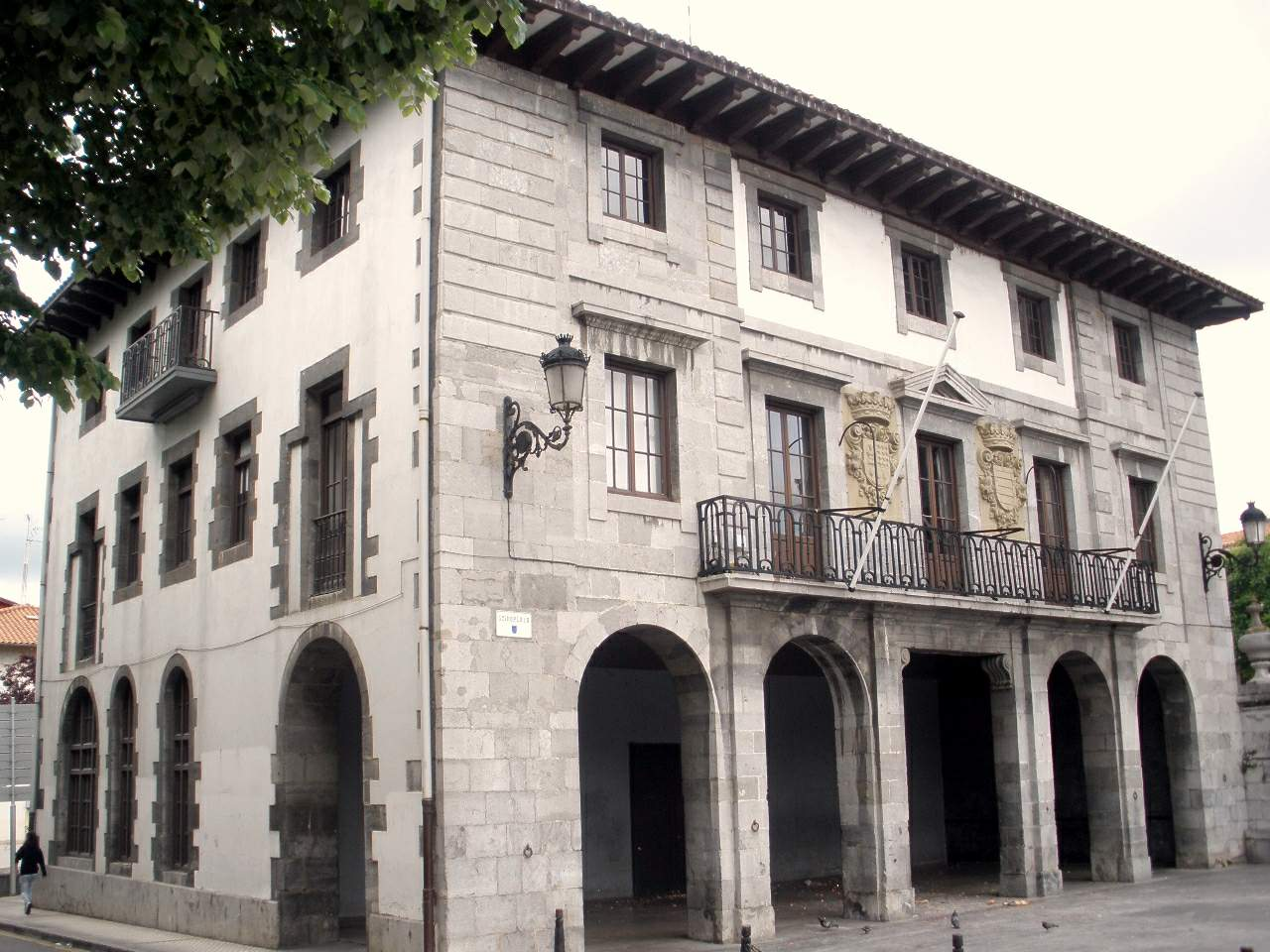
Mairie d'Andoain

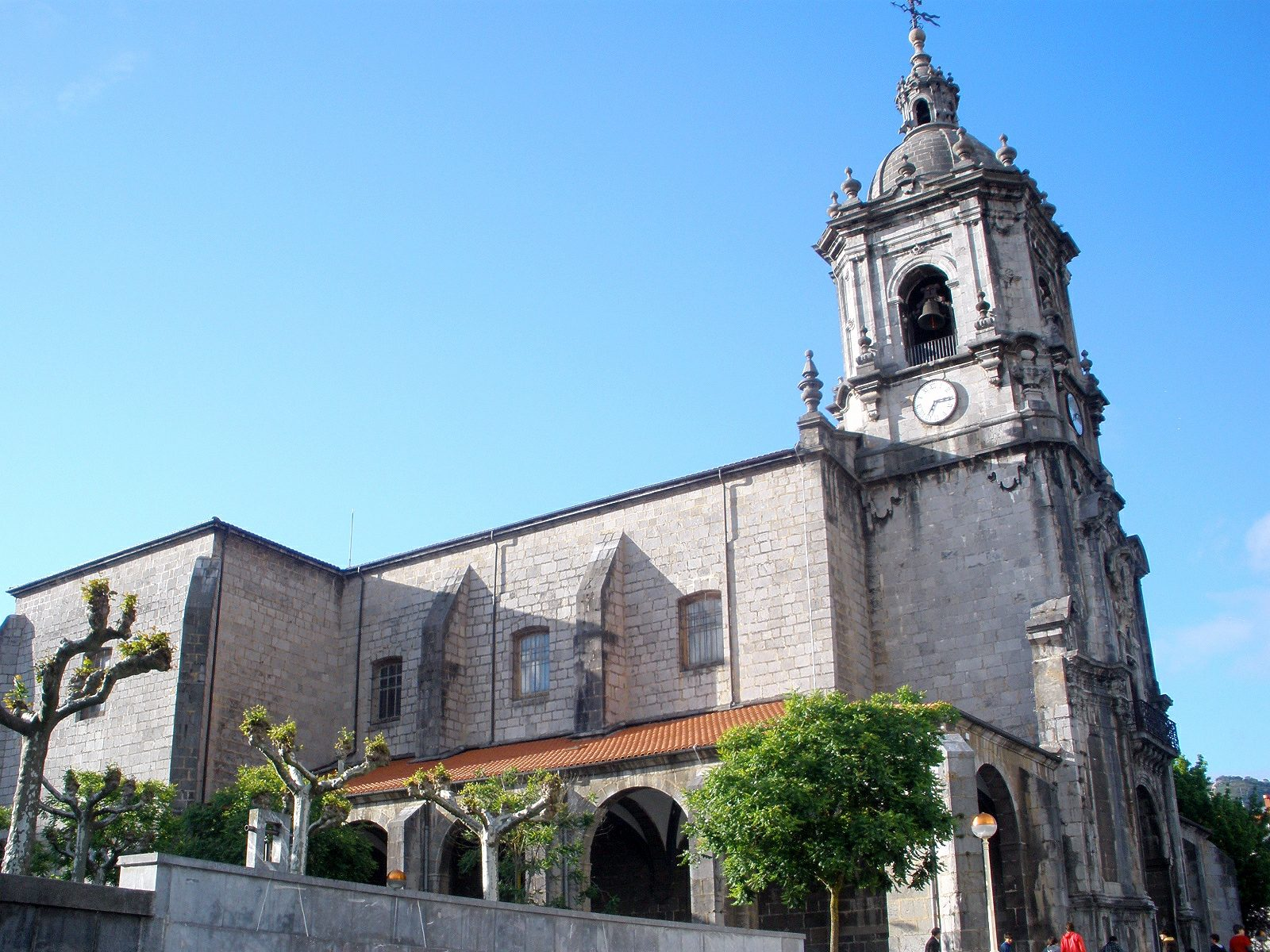
Église paroissiale de San Martín de Tours

### Patrimoine civil
- Hôtel de ville (Udaletxea) construite au XVIIIe siècle. Siège de la mairie.
- Centre culturel Bastero (Bastero Kulturgunea) : édifice avant-gardiste inauguré en 2003 qui tient lieu de maison de la culture de la ville. Dessinée par le cabinet d'architectes Luis Peña Ganchegui.
- Maison-tour Izturitzaga

### Patrimoine religieux
- Église paroissiale de Saint-Martin de Tours : œuvre baroque du XVIIIe siècle, en forme de croix latine, dont la grande voûte est soutenue par de grands piliers. Elle a remplacé l'ancienne paroisse d'Andoain qui se trouvait au pied du mont Buruntza, en dehors de la ville.
- Ermitage Sainte-Croix de Zumea : situé sur les hauteurs de la commune. Possède un Christ taillé dans le style gothique.
- Ermitage Saint-Estève de Goiburu : situé dans le hameau de Goiburu.
- Église paroissiale de Sorabilla : église du hameau de Sorabilla.

## Personnalités liées à la commune
- Joseba Pagazaurtundua Ruiz (Hernani, 1958 - Andoain, 8 février de 2003) : ex-chef de la police locale d'Andoain et victime d'ETA
- Mikel Abrego : musicien dans des groupes comme BAP!!, Negu Gorriak, Nación Reixa, Parafünk ou Inoren Ero Ni.
- Pello Irazu (1963) : sculpteur.
- Joseba Egibar (1959) : dirigent du PNV.
- Pedro María Artola|Pello Artola (1948) : gardien international de football dans les années 1970 et 80.
- Joseba Arregui (1946): a été conseiller culturel du Gouvernement basque. Après avoir quitté le PNV il forma l'association culturelle Aldaketa, critique avec le nationalisme gouvernant.
- Martín Ugalde (1921-2004) : écrivain, journaliste et encourageant la culture basque.
- Patxi Etxeberria (1900-1989) : jésuite et écrivain en basque (euskera).
- Rikardo Arregi (1942-1969) : journaliste et académicien de l'Académie royale de la langue Basque.
- Carmelo Balda (1897-1963) : fut joueur de pelote basque (pala) et président fondateur de la Fédération internationale de pelote basque.
- Modesto Huici (1878-1919) : détaché médecin au début du XXe siècle.
- Juana Josefa Cipitria y Barriola Madre Cándida (1854-1912): religieuse fondatrice des Jésuitines et beate de Église catholique.
- Ambrosia Olabide (1829-1913) : fut la seconde supérieure de la congrégation des sœurs du Saint Rédempteur.
- Joaquín Larreta (-1910) : ingénieur et écrivain en langue basque.
- Juan Bautista Erro (1773-1854) : ecclésiastique, écrivain et ministre de "Hacienda" du roi Ferdinand VII d'Espagne et du prétendant carliste Carlos María Isidro de Borbón.
- Pedro Manuel de Ugartemendía (1770-1835) : architecte. Fut chargé de mener à bien la reconstruction de la ville de Saint-Sébastien. Membre de l'Académie royale des beaux-arts de San Fernando.
- Manuel Larramendi (1690-1766) : ecclésiastique jésuite et philologue.
- Agustín de Leiza (1694-1763) : fut bienfaiteur d'Andoain qui fit fortune à San Salvador de Jujuy (Argentine) avec un négoce d'élevage, contribuant avec sa fortune à la construction de la nouvelle église d'Andoain, l'actuelle paroissiale de San Martín de Tours. Deux rues et une petite place de la ville portent son nom.
- Imanol Iribarren, musicien andoaindarra.

### Sources
- (es) Cet article est partiellement ou en totalité issu de l’article de Wikipédia en espagnol intitulé « Andoáin » (voir la liste des auteurs).